# Sparkassen- und Giroverband Hessen-Thüringen
Der Sparkassen- und Giroverband Hessen-Thüringen (SGVHT) ist ein Sparkassen- und Giroverband der Sparkassen, Landesbausparkasse und Landesbank in den Ländern Hessen und Thüringen.

## Allgemeines
Es handelt sich um einen Verband in der Rechtsform der Körperschaft des öffentlichen Rechts, der als Interessenverband fungiert und der Pflichtmitglieder hat. Der SGVHT hat 48 Sparkassen in Hessen (32 Institute) und Thüringen (16 Institute) und ihrer kommunalen Träger. Seine Sitze befinden sich in Frankfurt am Main und Erfurt. Der SGVHT ist einer von 12 regionalen Sparkassen- und Giroverbänden in Deutschland, deren Dachverband der Deutsche Sparkassen- und Giroverband ist. Gewählter Präsident des Verbandes ist Onno Eckert. Als Geschäftsführender Präsident fungiert Stefan G. Reuß.

## Verbandsorganisation
Organe des Verbandes sind die Verbandsversammlung, der Verbandsvorstand und der Geschäftsführende Präsident. Der SGVHT gliedert sich in die Bereiche Geschäftsstelle, Prüfungsstelle und Sparkassenakademie. Durch die Übernahme von übergeordneten Aufgaben und zentralen Funktionen sorgt er dafür, dass sich die Sparkassen auf ihre Geschäftsaktivitäten vor Ort konzentrieren können.
Der SGVHT ist zu 50,00 % Träger der Landesbank Hessen-Thüringen (Helaba) mit der Landesbausparkasse Hessen-Thüringen (LBS), hält 33,03 % der Aktien der SV SparkassenVersicherung Holding AG, Stuttgart, und ist an bundesweiten Unternehmen der Sparkassenorganisation wie der DekaBank beteiligt. Außerdem ist er Träger des regionalen Sparkassen-Stützungsfonds und des regionalen Reservefonds.
Die vom Verband errichtete Sparkassen-Kulturstiftung Hessen-Thüringen widmet sich gemeinnützigen Zwecken. Die Ziele bestehen in der Förderung und Unterstützung von Kunst und Kultur, Denkmalpflege, Heimatpflege und des Heimatgedankens, der Wissenschaft und Forschung, des Natur- und Umweltschutzes sowie der Jugendpflege, der Altenhilfe, des öffentlichen Gesundheitswesens und des Wohlfahrtswesens.

## Geschichte
Der Verband geht auf den 1893 gegründeten Sparkassenverband für den Regierungsbezirk Cassel zurück. Nach der Gründung des Landes Hessen trug der Verband den Namen Hessischer Sparkassen- und Giroverband. Am 1. Juli 1992 übernahm er auch die Betreuung der Thüringer Sparkassen und firmierte zum heutigen Sparkassen- und Giroverband Hessen-Thüringen um.
Für die Geschichte der Sparkassenverbände in der DDR siehe Sparkasse (DDR).
Geschäftsführende Präsidenten
- 1956–1971 Karl Frank
- 1971–1995 Adolf Schmitt-Weigand
- 1996–2000 Udo Güde
- 2001–2009 Gregor Böhmer
- 2009–2021 Gerhard Grandke
- 2022–heute Stefan G. Reuß

## Mitgliedssparkassen 2023 in Deutschland
| Name                                     | Sitz                     | Land      |
| ---------------------------------------- | ------------------------ | --------- |
| Sparkasse Altenburger Land               | Altenburg                | Thüringen |
| Sparkasse Arnstadt-Ilmenau               | Ilmenau                  | Thüringen |
| Sparkasse Bad Hersfeld-Rotenburg         | Bad Hersfeld             | Hessen    |
| Sparkasse Battenberg                     | Battenberg               | Hessen    |
| Sparkasse Bensheim                       | Bensheim                 | Hessen    |
| Stadtsparkasse Borken-Schwalmstadt       | Borken                   | Hessen    |
| Sparkasse Darmstadt                      | Darmstadt                | Hessen    |
| Sparkasse Dieburg                        | Groß-Umstadt             | Hessen    |
| Sparkasse Dillenburg                     | Dillenburg               | Hessen    |
| Kreissparkasse Eichsfeld                 | Worbis                   | Thüringen |
| Frankfurter Sparkasse                    | Frankfurt am Main        | Hessen    |
| Sparkasse Fulda                          | Fulda                    | Hessen    |
| Kreissparkasse Gelnhausen                | Gelnhausen               | Hessen    |
| Sparkasse Gera-Greiz                     | Gera                     | Thüringen |
| Sparkasse Gießen                         | Gießen                   | Hessen    |
| Kreissparkasse Gotha                     | Gotha                    | Thüringen |
| Stadtsparkasse Grebenstein               | Grebenstein              | Hessen    |
| Kreissparkasse Groß-Gerau                | Groß-Gerau               | Hessen    |
| Sparkasse Grünberg                       | Grünberg                 | Hessen    |
| Sparkasse Hanau                          | Hanau                    | Hessen    |
| Kreissparkasse Hildburghausen            | Hildburghausen           | Thüringen |
| Sparkasse Jena-Saale-Holzland            | Jena                     | Thüringen |
| Kasseler Sparkasse                       | Kassel                   | Hessen    |
| Kyffhäusersparkasse Artern-Sondershausen | Sondershausen            | Thüringen |
| Sparkasse Langen-Seligenstadt            | Seligenstadt             | Hessen    |
| Sparkasse Laubach-Hungen                 | Laubach                  | Hessen    |
| Kreissparkasse Limburg                   | Limburg an der Lahn      | Hessen    |
| Sparkasse Marburg-Biedenkopf             | Marburg                  | Hessen    |
| Sparkasse Mittelthüringen                | Erfurt                   | Thüringen |
| Nassauische Sparkasse                    | Wiesbaden                | Hessen    |
| Kreissparkasse Nordhausen                | Nordhausen               | Thüringen |
| Sparkasse Oberhessen                     | Friedberg                | Hessen    |
| Sparkasse Odenwaldkreis                  | Erbach                   | Hessen    |
| Städtische Sparkasse Offenbach am Main   | Offenbach am Main        | Hessen    |
| Rhön-Rennsteig-Sparkasse                 | Meiningen                | Thüringen |
| Kreissparkasse Saale-Orla                | Schleiz                  | Thüringen |
| Kreissparkasse Saalfeld-Rudolstadt       | Saalfeld                 | Thüringen |
| Kreissparkasse Schlüchtern               | Schlüchtern              | Hessen    |
| Kreissparkasse Schwalm-Eder              | Melsungen                | Hessen    |
| Sparkasse Sonneberg                      | Sonneberg                | Thüringen |
| Sparkasse Starkenburg                    | Heppenheim               | Hessen    |
| Taunus Sparkasse                         | Bad Homburg vor der Höhe | Hessen    |
| Sparkasse Unstrut-Hainich                | Mühlhausen               | Thüringen |
| Sparkasse Waldeck-Frankenberg            | Korbach                  | Hessen    |
| Wartburg-Sparkasse                       | Eisenach                 | Thüringen |
| Kreissparkasse Weilburg                  | Weilburg                 | Hessen    |
| Sparkasse Werra-Meißner                  | Eschwege                 | Hessen    |
| Sparkasse Wetzlar                        | Wetzlar                  | Hessen    |